# Los diamantes de la gran duquesa
Los diamantes de la gran duquesa est une bande dessinée espagnole illustrée par Francisco Ibáñez, appartenant à la franchise Mortadel et Filémon, éditée en 1972.

## Synopsis
Mortadel et Filémon sont chargés de garder les dix diamants de la Grande Duchesse de Tatialagueña, mais Vicente la Pie réussit à les voler. La pie cache les diamants dans dix endroits différents (un chantier, un immeuble, un bateau, un salon de coiffure, un arbre, les égouts, le club de blagues, le domaine de Los Cantorrodaos, un parc municipal et le repaire d'un gangster) et Mortadel et Filémon vont devoir les récupérer.

## Édition
Elle est publiée pour la première fois en série dans les numéros 87 (17 juillet 1972) à 97 (2 octobre 1972) de la revue Mortadelo, puis recueillie dans le no 20 de la collection Ases del Humor et en 1994 dans le no 66 de la collection Olé.

## Adaptations
La bande dessinée est adaptée dans son intégralité dans un épisode de la série télévisée consacrée aux personnages, sous le titre Le Cas des diamants.